# Braunschweiger Turn- und Sportverein Eintracht von 1895 1975-1976
Questa voce raccoglie le informazioni riguardanti il Braunschweiger Turn- und Sportverein Eintracht von 1895 nelle competizioni ufficiali della stagione 1975-1976.

## Stagione
Nella stagione 1975-1976 l'Eintracht Braunschweig, allenato da Branko Zebec, concluse il campionato di Bundesliga al 5º posto. In Coppa di Germania l'Eintracht Braunschweig fu eliminato agli ottavi di finale dal Kaiserslautern.

## Rosa
| N. |                     | Ruolo | Calciatore            |
| -- | ------------------- | ----- | --------------------- |
|    | Germania (bandiera) | P     | Bernd Franke          |
|    | Germania (bandiera) | P     | Uwe Hain              |
|    | Germania (bandiera) | P     | Eckhard Vofrei        |
|    | Germania (bandiera) | D     | Wolfgang Grzyb        |
|    | Germania (bandiera) | D     | Friedhelm Haebermann  |
|    | Germania (bandiera) | D     | Hans-Jürgen Hellfritz |
|    | Germania (bandiera) | D     | Reiner Hollmann       |
|    | Germania (bandiera) | D     | Franz Merkhoffer      |
|    | Germania (bandiera) | D     | Dieter Zembski        |
|    | Germania (bandiera) | C     | Wolfgang Dremmler     |

| N. |                                 | Ruolo | Calciatore           |
| -- | ------------------------------- | ----- | -------------------- |
|    | Germania (bandiera)             | C     | Dietmar Erler        |
|    | Germania (bandiera)             | C     | Manfred Grawunder    |
|    | Germania (bandiera)             | C     | Karl-Heinz Handschuh |
|    | Slovenia (bandiera)             | C     | Danilo Popivoda      |
|    | Bosnia ed Erzegovina (bandiera) | C     | Aleksandar Ristić    |
|    | Germania (bandiera)             | A     | Ludwig Bründl        |
|    | Germania (bandiera)             | A     | Jaro Deppe           |
|    | Germania (bandiera)             | A     | Wolfgang Frank       |
|    | Germania (bandiera)             | A     | Bernd Gersdorff      |
|    | Germania (bandiera)             | A     | Hartmut Konschal     |

## Organigramma societario
Area tecnica
- Allenatore: Branko Zebec
- Allenatore in seconda: Heinz Patzig
- Preparatore dei portieri:
- Preparatori atletici:

## Calciomercato

### Sessione estiva
| Acquisti | Acquisti        | Acquisti        | Acquisti |
| R.       | Nome            | da              | Modalità |
| -------- | --------------- | --------------- | -------- |
| C        | Danilo Popivoda | Olimpia Lubiana |          |
| D        | Dieter Zembski  | Werder Brema    |          |

| Cessioni | Cessioni         | Cessioni    | Cessioni |
| R.       | Nome             | a           | Modalità |
| -------- | ---------------- | ----------- | -------- |
| C        | Ronald Feuerhahn | Wolfsburg   |          |
| A        | Peter Hayduk     | Hannover 96 |          |
| C        | Jürgen Weber     | Hannover 96 |          |

### Sessione invernale
| Acquisti | Acquisti | Acquisti | Acquisti |
| R.       | Nome     | da       | Modalità |
| -------- | -------- | -------- | -------- |

| Cessioni | Cessioni | Cessioni | Cessioni |
| R.       | Nome     | a        | Modalità |
| -------- | -------- | -------- | -------- |

## Risultati

### Bundesliga

#### Girone di andata
| Arbitro: | Eschweiler |

|                 |           |               |
| Torstensson 83’ | Marcatori | 44’ Gersdorff |

| Arbitro: | Wichmann |

|                                                        |           |                           |
| Hollmann 9’ Gersdorff 22’, 70’ Frank 47’ Handschuh 59’ | Marcatori | 50’ Kostedde 57’ Szymanek |

| Braunschweig 23 agosto 1975, ore 15:30 CET 3ª giornata | Eintracht Braunschweig | 0 – 0 referto | Colonia | Stadion an der Hamburger Straße (29 000 spett.)\| Arbitro: \| Gabor \| |
| Arbitro:                                               | Gabor                  |               |         |                                                                        |

| Arbitro: | Kindervater |

|  |           |                     |
|  | Marcatori | 11’ Frank 80’ Grzyb |

| Arbitro: | Scheffner |

|                                                       |           |                                |
| Handschuh 34’ Gersdorff 74’ (rig.) Røntved 90’ (aut.) | Marcatori | 62’ (rig.) Höttges 86’ Røntved |

| Krefeld 6 settembre 1975, ore 15:30 CET 6ª giornata | Bayer Uerdingen | 0 – 0 referto | Eintracht Braunschweig | Grotenburg Stadion (15 000 spett.)\| Arbitro: \| Walz \| |
| Arbitro:                                            | Walz            |               |                        |                                                          |

| Arbitro: | Frickel |

|                                |           |               |
| Erler 17’ Frank 75’ Bründl 81’ | Marcatori | 7’ Zimmermann |

| Arbitro: | Haselberger |

|                                                                  |           |              |
| Fischer 38’ (rig.) Bongartz 49’ Kremers 52’ Thiele 56’ Bruns 79’ | Marcatori | 27’ Dremmler |

| Arbitro: | Ahlenfelder |

|                                                                          |           |          |
| Frank 26’ Handschuh 28’ Merkhoffer 48’ Gersdorff 60’ (rig.) Dremmler 69’ | Marcatori | 77’ Bihn |

| Mönchengladbach 4 ottobre 1975, ore 15:30 CET 10ª giornata | Borussia M'gladbach | 0 – 0 referto | Eintracht Braunschweig | Bökelbergstadion (26 500 spett.)\| Arbitro: \| Klauser \| |
| Arbitro:                                                   | Klauser             |               |                        |                                                           |

| Arbitro: | Kindervater |

|                                 |           |                      |
| Erler 3’ Frank 11’ Hollmann 67’ | Marcatori | 35’ Weber 51’ Hayduk |

| Arbitro: | Weyland |

|                                    |           |            |
| Meier 57’ Sandberg 71’ Schwarz 77’ | Marcatori | 90’ Ristić |

| Arbitro: | Riegg |

|                      |           |  |
| Gersdorff 11’ (rig.) | Marcatori |  |

| Arbitro: | Walther |

|            |           |  |
| Bücker 65’ | Marcatori |  |

| Arbitro: | Messmer |

|                   |           |             |
| Bründl 72’ (rig.) | Marcatori | 85’ Lippens |

| Arbitro: | Dreher |

|                 |           |  |
| Kaczor 57’, 72’ | Marcatori |  |

| Arbitro: | Hennig |

|                           |           |  |
| Dremmler 35’ Konschal 79’ | Marcatori |  |

#### Girone di ritorno
| Arbitro: | Fork |

|              |           |          |
| Hollmann 82’ | Marcatori | 53’ Roth |

| Arbitro: | Eschweiler |

|              |           |  |
| Szymanek 90’ | Marcatori |  |

| Arbitro: | Frickel |

|          |           |           |
| Löhr 53’ | Marcatori | 22’ Frank |

| Arbitro: | Kindervater |

|                         |           |  |
| Gersdorff 37’ Frank 88’ | Marcatori |  |

| Arbitro: | Hennig |

|  |           |           |
|  | Marcatori | 78’ Frank |

| Arbitro: | Walther |

|                     |           |  |
| Gersdorff 9’ (rig.) | Marcatori |  |

| Arbitro: | Gabor |

|                                                |           |                                             |
| Brei 29’ (rig.) Hollmann 78’ (aut.) Herzog 88’ | Marcatori | 12’ (rig.) Gersdorff 36’ Frank 74’ Popivoda |

| Arbitro: | Walz |

|                                         |           |               |
| Frank 41’, 57’, 77’ Sobieray 89’ (aut.) | Marcatori | 38’ Abramczik |

| Arbitro: | Fork |

|                                                     |           |                            |
| Hickersberger 19’ Ritschel 25’ (rig.), 65’ Held 62’ | Marcatori | 11’ Gersdorff 28’ Popivoda |

| Braunschweig 10 aprile 1976, ore 15:30 CET 27ª giornata | Eintracht Braunschweig | 0 – 0 referto | Borussia M'gladbach | Stadion an der Hamburger Straße (35 000 spett.)\| Arbitro: \| Biwersi \| |
| Arbitro:                                                | Biwersi                |               |                     |                                                                          |

| Arbitro: | Eschweiler |

|                                 |           |  |
| Stiller 50’ (rig.) Milewski 62’ | Marcatori |  |

| Arbitro: | Hennig |

|                                   |           |  |
| Gersdorff 45’ (rig.) Popivoda 81’ | Marcatori |  |

| Arbitro: | Hilker |

|                                                         |           |  |
| Volkert 47’ Memering 51’ Eigl 71’ Merkhoffer 80’ (aut.) | Marcatori |  |

| Arbitro: | Klauser |

|                              |           |               |
| Frank 53’, 61’ Gersdorff 86’ | Marcatori | 11’ Schneider |

| Arbitro: | Quindeau |

|                    |           |                        |
| Bast 38’ Huhse 69’ | Marcatori | 55’ Frank 88’ Popivoda |

| Arbitro: | Messmer |

|               |           |            |
| Gersdorff 73’ | Marcatori | 34’ Kaczor |

| Arbitro: | Linn |

|                                                              |           |           |
| Grabowski 2’, 47’, 81’ Hölzenbein 12’ Nickel 45’, 78’ (rig.) | Marcatori | 83’ Frank |

### Coppa di Germania
| Arbitro: | Binninger |

|  |           |                                                                      |
|  | Marcatori | 7’, 44’ Handschuh 11’ Ristić 14’ Erler 49’, 76’ Bründl 73’ Gersdorff |

| Arbitro: | Walther |

|  |           |                                  |
|  | Marcatori | 38’ Popivoda 47’ Grzyb 57’ Frank |

| Arbitro: | Schmoock |

|            |           |                |
| Kremers 6’ | Marcatori | 13’, 25’ Frank |

| Arbitro: | Dreher |

|                     |           |  |
| Toppmöller 24’, 71’ | Marcatori |  |

## Statistiche

### Statistiche di squadra
| Competizione      | Punti | In casa | In casa | In casa | In casa | In casa | In casa | In trasferta | In trasferta | In trasferta | In trasferta | In trasferta | In trasferta | Totale | Totale | Totale | Totale | Totale | Totale | DR  |
| Competizione      | Punti | G       | V       | N       | P       | Gf      | Gs      | G            | V            | N            | P            | Gf           | Gs           | G      | V      | N      | P      | Gf     | Gs     | DR  |
| ----------------- | ----- | ------- | ------- | ------- | ------- | ------- | ------- | ------------ | ------------ | ------------ | ------------ | ------------ | ------------ | ------ | ------ | ------ | ------ | ------ | ------ | --- |
| Bundesliga        | 39    | 17      | 12      | 5       | 0       | 37      | 13      | 17           | 2            | 6            | 9            | 15           | 35           | 34     | 14     | 11     | 9      | 52     | 48     | +4  |
| Coppa di Germania | -     | 0       | 0       | 0       | 0       | 0       | 0       | 4            | 3            | 0            | 1            | 12           | 3            | 4      | 3      | 0      | 1      | 12     | 3      | +9  |
| Totale            | 39    | 17      | 12      | 5       | 0       | 37      | 13      | 21           | 5            | 6            | 10           | 27           | 38           | 38     | 17     | 11     | 10     | 64     | 51     | +13 |

### Andamento in campionato
| Giornata  | 1  | 2 | 3 | 4 | 5 | 6 | 7 | 8 | 9 | 10 | 11 | 12 | 13 | 14 | 15 | 16 | 17 | 18 | 19 | 20 | 21 | 22 | 23 | 24 | 25 | 26 | 27 | 28 | 29 | 30 | 31 | 32 | 33 | 34 |
| --------- | -- | - | - | - | - | - | - | - | - | -- | -- | -- | -- | -- | -- | -- | -- | -- | -- | -- | -- | -- | -- | -- | -- | -- | -- | -- | -- | -- | -- | -- | -- | -- |
| Luogo     | T  | C | C | T | C | T | C | T | C | T  | C  | T  | C  | T  | C  | T  | C  | C  | T  | T  | C  | T  | C  | T  | C  | T  | C  | T  | C  | T  | C  | T  | C  | T  |
| Risultato | N  | V | N | V | V | N | V | P | V | N  | V  | P  | V  | P  | N  | P  | V  | N  | P  | N  | V  | V  | V  | N  | V  | P  | N  | P  | V  | P  | V  | N  | N  | P  |
| Posizione | 12 | 2 | 3 | 2 | 2 | 2 | 1 | 2 | 1 | 1  | 1  | 2  | 2  | 2  | 3  | 3  | 2  | 3  | 3  | 3  | 3  | 3  | 3  | 3  | 3  | 3  | 3  | 4  | 4  | 5  | 5  | 3  | 4  | 5  |

Legenda:

Luogo: C = Casa; T = Trasferta. Risultato: V = Vittoria; N = Pareggio; P = Sconfitta.

### Statistiche dei giocatori
| Giocatore     | Bundesliga | Bundesliga | Bundesliga  | Bundesliga | Coppa di Germania | Coppa di Germania | Coppa di Germania | Coppa di Germania | Totale   | Totale | Totale      | Totale     |
| Giocatore     | Presenze   | Reti       | Ammonizioni | Espulsioni | Presenze          | Reti              | Ammonizioni       | Espulsioni        | Presenze | Reti   | Ammonizioni | Espulsioni |
| ------------- | ---------- | ---------- | ----------- | ---------- | ----------------- | ----------------- | ----------------- | ----------------- | -------- | ------ | ----------- | ---------- |
| L. Bründl     | 6          | 2          | 0           | 0          | 1                 | 2                 | 0                 | 0                 | 7        | 4      | 0           | 0          |
| J. Deppe      | 0          | 0          | 0           | 0          | 0                 | 0                 | 0                 | 0                 | 0        | 0      | 0           | 0          |
| W. Dremmler   | 31         | 3          | 2           | 0          | 3                 | 0                 | 0                 | 0                 | 34       | 3      | 2           | 0          |
| D. Erler      | 25         | 2          | 1           | 0          | 4                 | 1                 | 0                 | 0                 | 29       | 3      | 1           | 0          |
| W. Frank      | 34         | 16         | 6           | 0          | 4                 | 3                 | 0                 | 0                 | 38       | 19     | 6           | 0          |
| B. Franke     | 30         | 0          | 0           | 0          | 3                 | 0                 | 0                 | 0                 | 33       | 0      | 0           | 0          |
| B. Gersdorff  | 29         | 13         | 6           | 0          | 3                 | 1                 | 1                 | 0                 | 32       | 14     | 7           | 0          |
| M. Grawunder  | 0          | 0          | 0           | 0          | 0                 | 0                 | 0                 | 0                 | 0        | 0      | 0           | 0          |
| W. Grzyb      | 30         | 1          | 2           | 1          | 4                 | 1                 | 0                 | 0                 | 34       | 2      | 2           | 1          |
| F. Haebermann | 31         | 0          | 1           | 0          | 4                 | 0                 | 0                 | 0                 | 35       | 0      | 1           | 0          |
| U. Hain       | 5          | 0          | 0           | 0          | 1                 | 0                 | 0                 | 0                 | 6        | 0      | 0           | 0          |
| K. Handschuh  | 34         | 3          | 1           | 0          | 3                 | 2                 | 1                 | 0                 | 37       | 5      | 2           | 0          |
| H. Hellfritz  | 10         | 0          | 0           | 0          | 0                 | 0                 | 0                 | 0                 | 10       | 0      | 0           | 0          |
| R. Hollmann   | 34         | 3          | 6           | 0          | 3                 | 0                 | 0                 | 0                 | 37       | 3      | 6           | 0          |
| H. Konschal   | 15         | 1          | 0           | 0          | 2                 | 0                 | 0                 | 0                 | 17       | 1      | 0           | 0          |
| F. Merkhoffer | 33         | 1          | 3           | 0          | 3                 | 0                 | 2                 | 0                 | 36       | 1      | 5           | 0          |
| D. Popivoda   | 15         | 4          | 0           | 0          | 2                 | 1                 | 0                 | 1                 | 17       | 5      | 0           | 1          |
| A. Ristić     | 19         | 1          | 1           | 0          | 4                 | 1                 | 0                 | 0                 | 23       | 2      | 1           | 0          |
| E. Vofrei     | 1          | 0          | 0           | 0          | 0                 | 0                 | 0                 | 0                 | 1        | 0      | 0           | 0          |
| D. Zembski    | 14         | 0          | 1           | 0          | 2                 | 0                 | 0                 | 0                 | 16       | 0      | 1           | 0          |